# بحيرة النار

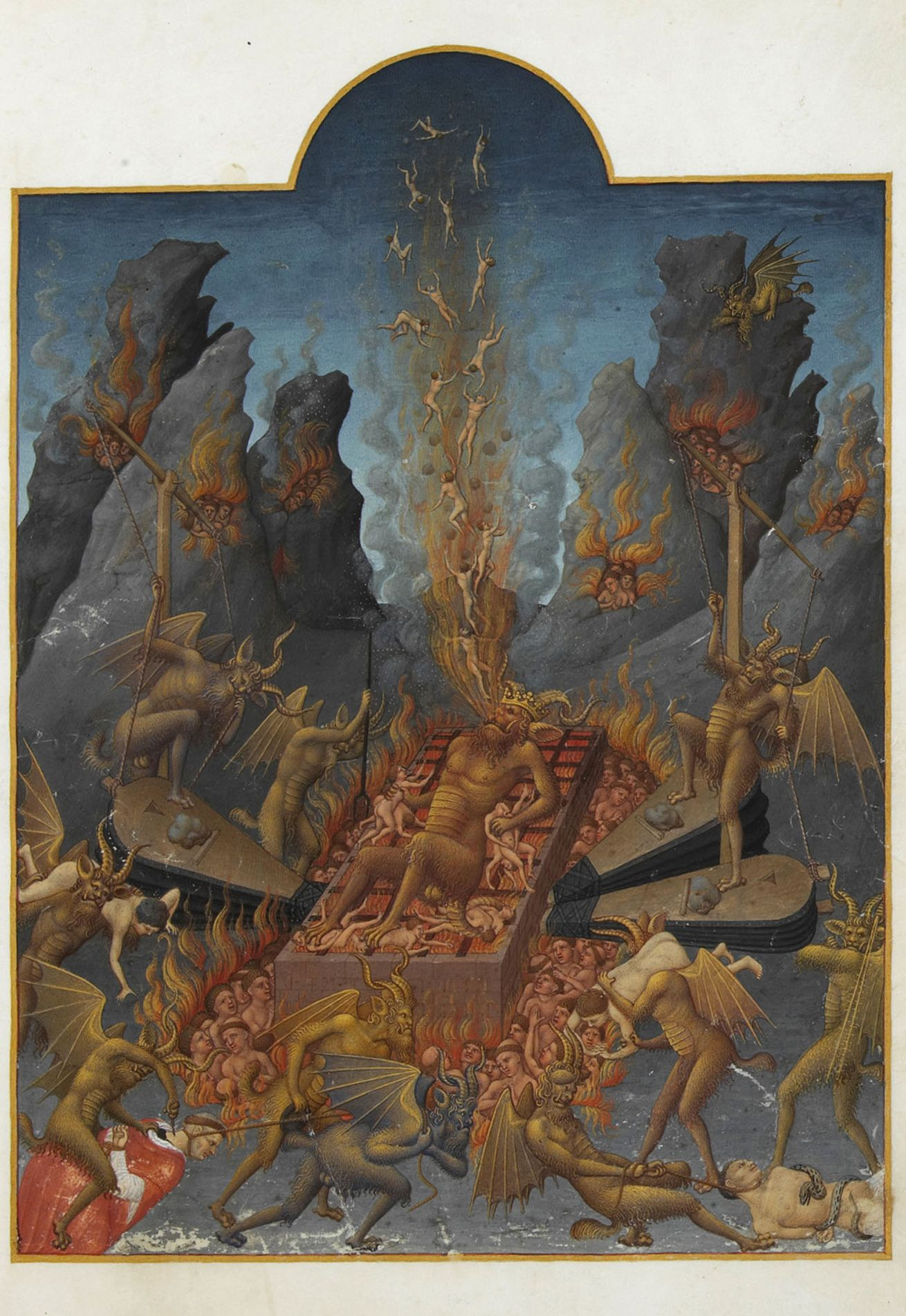
لوسيفر يتعذب هو والآخرين في الجحيم

تظهر بحيرة النار (بالإنجليزية: Lake of fire)‏ في كل من الديانة المصرية القديمة والمسيحية، كمكان لإبادة الأشرار في الحياة الآخرة، وتستخدم العبارة في أربع آيات من كتاب الوحي، ومثل هذه البحيرة تظهر أيضا في أعمال أفلاطون، حيث تعذب أرواح الأشرار حتى يحين الوقت الذي سيولدون فيه من جديد، كما ستترك أيضا بعض النفوس في الجحيم إلى الأبد.

تم استخدام صورة البحيرة أيضا من قبل هيبوليتوس الرومي في المسيحية المبكرة في حوالي عام 200، واستمر ذلك حتي تم استخدامها من قبل المسيحيين في الوقت الحالي. وفي الملة اليهودية تمثل جيهينا بحيرة النار والتي هي من بين أمور أخرى مثل الجحيم، وهي واد بالقرب من القدس حيث تم حرق القمامة.